# CEATEC JAPAN
CEATEC, повна назва Combined Exhibition of Advanced Technologies (оригінальна назва  — яп. シーテックジャパン、)  — найбільша японська торговельна виставка комп'ютерних технологій та електроніки, яка проводиться щороку у жовтні. Вважається японським еквівалентом американської CES.

## Історія
Виставку CEATEC JAPAN було засновано у результаті об'єднання двох інших виставок: The "Japan Electronics Show" та COM JAPAN 2000 року. Її організаторами є 3 сторони: Communications and Information network Association of Japan (CIAJ), Japan Electronics and Information Technology Industries Association (JEITA) та Computer Software Association of Japan (CSAJ).

## Статистика
| Рік  | Дата проведення       | Учасники | Відвідувачі | Стенди | Журналісти |
| ---- | --------------------- | -------- | ----------- | ------ | ---------- |
| 2000 | 3 — 7 жовтня          | 748      | 172,053     | 3,218  | 1,565      |
| 2001 | 2 — 6 жовтня          | 833      | 158,830     | 3,026  | 1,314      |
| 2002 | 1 — 5 жовтня          | 754      | 173,021     | 2,444  | 1,218      |
| 2003 | 7 — 11 жовтня         | 667      | 191,528     | 2,522  | 1,711      |
| 2004 | 5 — 9 жовтня          | 728      | 182,490     | 2,754  | 1,868      |
| 2005 | 4 — 8 жовтня          | 788      | 199,680     | 2,775  | 2,076      |
| 2006 | 3 — 7 жовтня          | 807      | 194,267     | 2,936  | 2,093      |
| 2007 | 2 — 6 жовтня          | 895      | 205,859     | 3,199  | 1,851      |
| 2008 | 30 вересня — 6 жовтня | 804      | 196,630     | 3,121  | 2,294      |
| 2009 | 6 — 10 жовтня         | 590      | 150,302     | 2,123  | 2,263      |
| 2010 | 5 — 9 жовтня          | 616      | 181,417     | 2,255  | 2,434      |
| 2011 | 4 — 8 жовтня          | 586      | 172,137     | 2,243  | 2,134      |
| 2012 | 2 — 6 жовтня          | 624      | 162,219     | 2,288  | 1,867      |

## Майбутня виставка
Наступний CEATEC планується провести 1  — 5 жовтня 2013 року.